# 库西城
库西城（法語：Coucy-la-Ville，法語發音：[kusi la vil]）是法国上法蘭西大區埃纳省的一个市镇，属于拉昂区。

## 地理
库西城（49°32'0"N, 3°19'46"E）面积6.11 平方千米，位于法国上法蘭西大區埃纳省，该省份为法国北部内陆省份，北起北部省，西接索姆省和瓦兹省，东临阿登省和马恩省，西南至塞纳-马恩省，东北部与比利时接壤。
与库西城接壤的市镇（或旧市镇、城区）包括：巴索勒欧莱尔、库西堡-欧夫里克、弗雷讷苏库西、瑞芒库尔、韦尔讷伊苏库西。

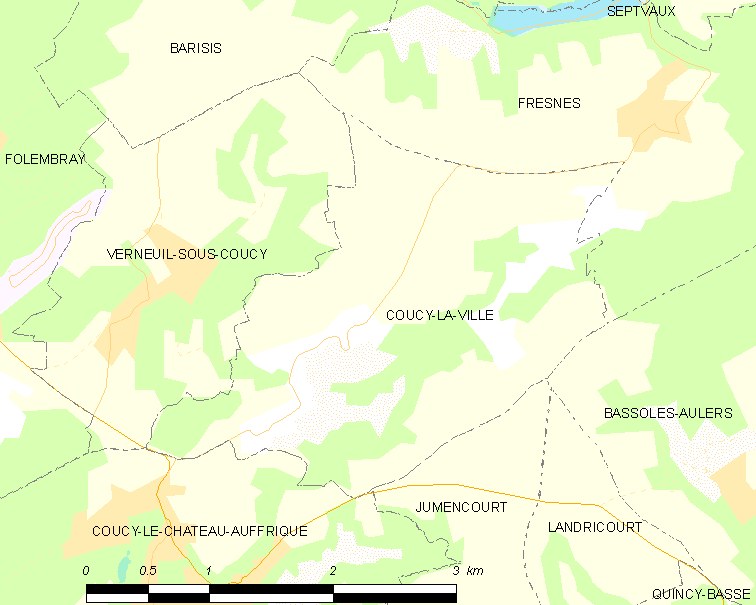
库西城的OSM定位图

库西城的时区为UTC+01:00、UTC+02:00（夏令时）。

## 行政
库西城的邮政编码为02380，INSEE市镇编码为02219。

## 政治
库西城所属的省级选区为埃纳河畔维克县。

## 人口

1962-2008年间库西城人口变化图示

库西城于2022年1月1日时的人口数量为195人。